# مسیه ۳۸

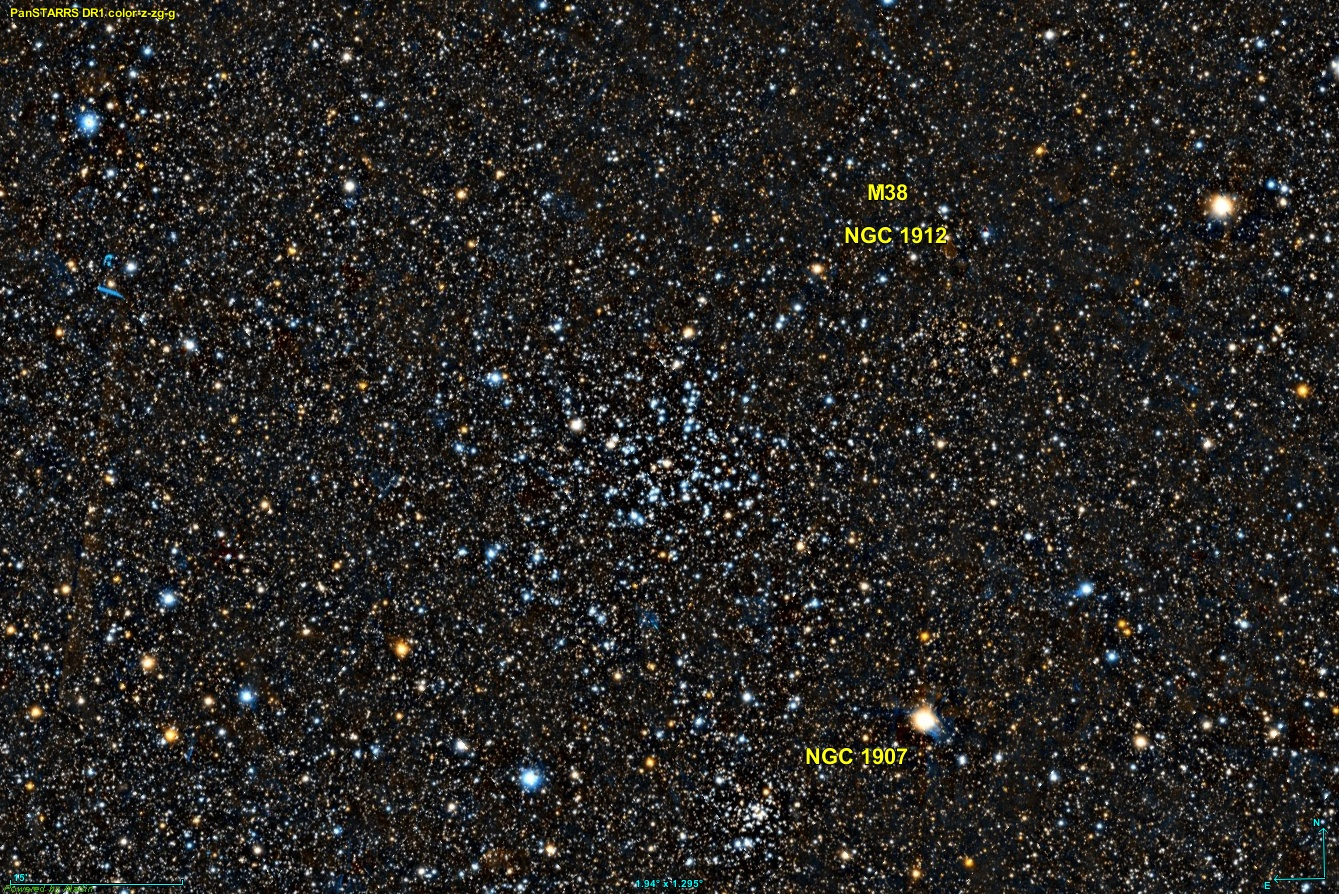
موقعیت مسیه ۳۸ (NGC 1912) در بالا

مسیه ۳۸(به انگلیسی: Messier 38) یا ان‌جی‌سی ۱۹۱۲ یک خوشه ستاره‌ای خوشه ستاره‌ای باز در صورت فلکی ارابه‌ران است که فاصله آن از زمین چهار هزار و دویست سال نوری و قدر ظاهری آن ۷.۰ است.